# Hamarinjärvi
Hamarinjärvi eller Hamarijärvi är en sjö i Finland. Den ligger i kommunen Utajärvi i landskapet Norra Österbotten, i den centrala delen av landet, 500 km norr om huvudstaden Helsingfors. Hamarinjärvi ligger 115,7 meter över havet. Arean är 76,9 hektar och strandlinjen är 5,49 kilometer lång. Sjön  ingår i Kiminge älvs huvudavrinningsområde.   Den sträcker sig 1,1 kilometer i nord-sydlig riktning, och 2,2 kilometer i öst-västlig riktning.